# متناقض‌نما (ادبیات)
متناقض‌نما یا تناقض ظاهری آوردن دو واژه یا دو معنی که به ظاهر متناقض و متضاد به نظر می‌رسند مانند: غم شیرین، جک جدی، یا قیام آرام. متناقض‌نما در کلام، به گونه‌ای که آفریننده زیبایی باشد، جز آرایه‌های ادبی بدیعی قرار می‌گیرد. تناقض معادل پارادوکس است که در فارسی به بیان نقیضی یا متناقض‌نما یا ناسازنما نیز آمده‌است. تناقض‌های ظاهری در زمینه‌های متفاوتی بروز می‌کنند.
زیبایی تناقض در این است که ترکیب سخن به گونه‌ای باشد که تناقض منطقی آن از قدرت اقناع ذهنی و زیبایی آن نکاهد. نقطه اوج تناقض را در اشعار سبک هندی، به ویژه اشعار بیدل دهلوی و صائب تبریزی دانسته‌اند. ترکیب‌هایی چون «لباس عریانی»، «فریاد خاموشی»، «بحر آتش» یا «شرم سرافرازی» در اشعار بیدل بسیار دیده می‌شود؛ و این نمونه‌ای از بیدل:
| فلک در خاک می‌غلطید از شرم سرافرازی |  | اگر می‌دید معراج ز پا افتادن ما را |

نکته‌ای که باید در نظر داشت این است که همواره بیان متناقض به همراه وجود لغات متضاد رقم نمی‌خورد؛ به بیانی دیگر، اگر در بیت یا متنی، دو یا چند لغت متضاد یافتیم، دلیلی بر وجود حتمی آرایه پارادوکس (متناقض‌نما) نیست؛ ولی گه گاه آرایه متناقض‌نما، لغات متضاد را نیز به همراه خود می‌آورد.
برای نمونه:
| دولت فقر خدایا بر من ارزانی دار |  | کین کرامت سبب حشمت و تمکین من است |

حافظ در این بیت ترکیب متناقض دولت فقر را درحالی به کار می‌برد که تضاد میان فقر و دولت آشکار است.
| ز کوی یار می‌آید نسیم باد نوروزی |  | از این باد ار مدد خواهی چراغ دل برافروزی |

حافظ در این بیت بسیار زیبا و شاعرانه تناقض میان وزش باد و افروختن چراغ را به کار می‌برد و تأکید دارد که نسیم باد نوروزی و نه هر بادی مسبب روشنایی و برافروختگی چراغ دل آدمی می‌گردد.